# Ulica Podhalańska w Szczecinie
Podhalańska – ulica zlokalizowana w szczecińskiej dzielnicy Śródmieście, położona na osiedlu Centrum. Do 1945 roku nosiła nazwę Fichtestraße.

## Przebieg
Ulica Podhalańska jest jedną z krótszych ulic osiedla Centrum. Rozpoczyna swój bieg od ulicy Mazurskiej a kończy na ulicy Unisławy, po drodze nie krzyżując się z żadną inną ulicą. Na całej długości obowiązuje ruch dwukierunkowy. 

## Zabudowa
Przed II wojną światową przy ulicy znajdowały się typowe dla szczecińskiego śródmieścia kilkupiętrowe, eklektyczne kamienice. Oprócz nich pod numerem 3 funkcjonowała w parterowym budynku hala sportowa. Bombardowania alianckie spowodowały znaczne zniszczenia zabudowań - w gruzach legła niemal cała ulica. Do dzisiejszych czasów zachowały się jedynie trzy kamienice o numerach 9-11, pozbawione swojego pierwotnego wystroju elewacji. Wolne parcele po prawej stronie ulicy zostały zajęte przez dwa kilkupiętrowe bloki z wielkiej płyty. Po lewej stronie ulicy puste przestrzenie zostały zabudowane na przełomie XX i XXI wieku - wzniesiono wówczas nową kamienicę spółdzielni Student na narożniku z ul. Unisławy oraz plombę w pobliżu narożnika z ulicą Mazurską.